# إذاعة تعز
إذاعة تعز تأسست عقب قيام ثورة 26 سبتمبر، وكان من جملة أهداف تأسيسها إيصال صوت الثورة إلى جميع إنحاء البلاد، وبدأت تجارب إرسال الإذاعة عام 1963م ودُشن العمل رسمياً فيها في يوليو 1964م، بحيث تبث ثلاث ساعات يومياً، ومن ثم ثماني ساعات، وكانت تبث برامج باللغة الإنجليزية. ومن أشهر برامجها أثناء ثورة 14 أكتوبر في جنوب اليمن، برنامج "صوت الجنوب الثائر"، وهو برنامج يومي أستمر منذ 1963م حتى 1967م. وكانت الإذاعة تبث في أوقات مخالفة لبث إذاعة صنعاء وذلك لتنسيق البث البرامجي بين الإذاعتين.
تعرض مقرها للتدمير من قبل الحوثيين خلال حربهم في مدينة تعز يوم الثلاثاء 22 ديسمبر 2015م بعد أن كانت قد توقفت لأشهر منذ بداية المعارك 